# Moc
Moc můžeme definovat jako „schopnost jedinců nebo skupin prosadit své vlastní zájmy nebo záměry i přes odpor druhých“. Moc se uplatňuje ve všech společenských vztazích (například kolektiv vs. jednotlivec). Je to také schopnost prosadit svou vůli. Moc může náležet jednotlivci, skupině lidí, státu, můžeme o ni hovořit i v obecnějším pojetí. Teorie moci zajímala řadu filosofů a učenců, mj. Webera, Nietzscheho, Machiavelliho, Hobbese či Millse. Například Machiavelli ve svém díle Vladař (1513/1532) rozvádí několik obecných poznatků – třeba to, že prosazení moci může být dosaženo buď nátlakem nebo manipulací (takže druhý subjekt může nebo nemusí vědět, že vykonává vůli někoho jiného), nebo též to, že prioritou držitele moci je svou moc si udržet, případně ji posilovat. O moci coby schopnosti náležející v tomto širokém smyslu ke každému člověku psal Nietzsche – o všudypřítomné „vůli k moci“.
Organizaci jedinců podle moci můžeme pozorovat mezi zvířaty (tlupy, kolonie, stáda, …) a samozřejmě mezi lidmi – v historii lidstva existovalo mnoho forem uspořádání společnosti s koncentrovanou mocí (despocie, diktatura, monarchie, …) stejně jako společnosti, kde je moc dělená. V moderní společnosti je donucování monopolizováno státem; v demokratických státech se rozlišuje mezi mocí výkonnou, soudní a zákonodárnou. Tento koncept se nazývá dělba moci a vychází z premisy, že spolu s mocí roste i odpovědnost.

## Předpoklady moci
Podle Thomase Hobbese v knize Leviathan (1651) se na vzniku moci podílejí tyto proměnné: 1. sjednocená lidská skupina, 2. bohatství, 3. pověst, 4. úspěch, 5. urozenost, výmluvnost a krása, 7. vědění.
Novodobější podoby moci mohou zahrnovat například moc politickou, moc korporátní nebo moc médií, včetně propagandy. S politickou mocí dále souvisí pojmy jako autorita a legitimita.

## Moc a autorita
Teorií moci a autority se zabýval přední sociolog Max Weber. Autorita je podle něho uznávána na základě nároku, kompetence a převahy. Weber dělí autoritu na osobní, primární a abstraktní.
Max Weber rozlišil mezi:
- elementární mocí (německy Macht), s níž se prosazuje každý živočich a která tedy patří k životu vůbec (opakem takové moci je bezmoc) a
- panstvím (německy Herrschaft), čili akumulovanou a více méně institucionalizovanou mocí jednotlivce nebo skupiny nad určitou společností.

Speciální formou moci je dobrovolně přijímaná autorita, kterou lidé svobodně uznávají jako legitimní.
Weber rozlišuje tři druhy legitimního panství:
- Charismatické – panství nad ostatními na sebe strhne člověk s mimořádnými schopnostmi, s vysokým charismatem. Právě tímto způsobem organizované panství obvykle vzniká. Slabinou takového čistě osobního panství je to, že se při smrti vůdce či panovníka rozpadne.
- Tradiční panství vzniká tak, že společnost uznává pravidlo nástupnictví: po zemřelém panovníkovi nastoupí například nejstarší syn. Takové panství, charakteristické pro monarchie, může být trvalejší, jeho nevýhodou je, že nezaručuje kvality panovníka. Pokud je legitimní nástupce málo schopný, dochází často ke vzpourám a palácovým převratům ve prospěch schopnějšího.
- Racionální, legální panství vzniká tak, že obecně uznané pravidlo nestanoví nástupce, nýbrž pravidla pro jeho výběr (volbu). Moderní demokratické společnosti se navíc snaží osobní moc vládce spíše omezit a součástí pravidel se tak stává pevně stanovené období, po němž se volba musí opakovat.

Na Weberovu definici moci navazuje Jürgen Habermas, který mocí chápe i schopnost přesvědčit nebo přemluvit, změnit vůli jiných lidí tak, aby sami chtěli spolupracovat.
Dle Michela Foucaulta je podmínkou moci jakožto panství svoboda. Panství lze uplatňovat jen nad svobodnými subjekty a je založeno na jejich spolupráci a loajalitě.

## Ambivalence moci
Ambivalence neboli dvojakost je základním znakem jakékoliv moci. Ze své podstaty je moc svým charakterem jak emancipační, ve smyslu rozšiřování vlastních svobod tím, že mohu něco učinit, tak donucující a omezující, vzhledem k tomu, že udržuji moc ve svých rukou a omezuji svobody druhých.

### Allportovo pravidlo funkční autonomie
Allportovo pravidlo funkční autonomie říká, že kontrola moci se odjakživa mění ze snahy dosahování kolektivních cílů užitečných pro celek, na hodnotu samu pro sebe pro ty, co jsou kontrolou pověřeni.
Otázkou veškeré politiky je rozpor mezi nezbytností výkonu moci v kterékoliv společenské struktuře a faktem, že výkon moci dává jejím držitelům prostředky, které jim umožňují omezovat ovládanou vrstvu.
Ideálem demokracie není vláda lidu, ale stav, kdy držitelé moci poškozují ovládané co nejméně.

### Teorie konfliktu
Teorie konfliktu je jedním z přístupů, jak chápat problematiku moci. Zastává tezi, podle níž je shromažďování moci zdrojem konfliktů, které aktérům škodí a neprofitují z nich.

### Funkcionální teorie
Funkcionální teorie kontruje teorii konfliktu v základním pojetí moci. Tvrdí, že moc zajišťuje celkovou prosperitu a její shromažďování je tedy žádoucí pro všechny aktéry.

### Gene Sharp
Americký profesor politické vědy, jehož dílem bylo ovlivněno Arabské jaro a další revoluce, dochází k myšlence, že moc zcela závisí na jejích základech. Lidé dodržují diktát, zákony a přijímají politiky daného politického režimu, který si tímto způsobem drží moc. Sharp se odkazuje na francouzského spisovatele Étienne de La Boétie (1530–1563).
Podle Sharpa moc nevychází z vnitřní kvality těch, kdo jsou u moci. Politická moc naopak vychází ze samotného subjektu státu, bez ohledu na jeho vnitřní uspořádání.
Vládce nebo politický režim nemá žádnou moc, pokud se jí její subjekty nenechají vést.

### Björn Kraus
Tento německý filozof pohlíží na moc zcela jiným způsobem, nezaměřuje se na rozdělení moci, nýbrž na to, co vlastně tento termín popisuje. Dochází k přesvědčení, že moc lze rozdělit na “moc instruktivní a destruktivní“, vychází tak z definice moci Maxe Webera. Rozdíl mezi těmito pojmy je značný. Instruktivní moc (anglicky instructive power) znamená schopnost určovat myšlenky a akce druhé osoby, naopak moc destruktivní (angl..: destructive power) může tyto šance, příležitosti a akce jiného jedince zmenšovat či minimalizovat.

## Rozdělení moci podle Foucaulta
Michel Foucault (1926–1984) se zabýval různými formami moci: Moc suverénní čili totalitní nazývá Foucault také královskou. Tato moc žádá od svých poddaných nejenom oddanost, ale také oběť za účelem zachování trůnu. Moc disciplinární považuje jednotlivce nejen za objekty, ale také za nástroje svého působení. Úspěch disciplinární moci je závislý na postoji jedinců. Existují pravidla, kterými se musíme řídit, jinak nás čeká určitá sankce. Za tímto účelem byla zřízena vězení, armáda, policie atd.

### Moc pastýřská
Moc pastýřská, také nazývána pastorální, je propojena s rozvíjením technik, které jsou určeny k řízení jedince. Vychází z metafory, kdy pastýř shromažďuje a vede stádo. Nicméně pastýřem není jedinec, který má za úkol jen přikazovat. V případě nutné potřeby musí být připraven se obětovat pro život a spásu stáda. V tom se právě liší od moci suverénní, ta totiž vyžaduje oběť od svých poddaných.

### Bio-moc
Další z forem moci, které Foucault jmenuje, je tzv. biomoc. Jedná se o moc nad průběhem celého života. Konkrétně se začíná projevovat od 17. století a nabývá dvou forem. První se soustředila na soustavné cvičení těla. Na to pohlíží jako na stroj, který se musí neustále zlepšovat a klade důraz na jeho užitečnost a poslušnost. Tělo je tedy bráno jako objekt a jedinec, jako osoba, která musí být disciplinována. Toho bylo dosaženo pomocí procedur moci, které charakterizují disciplíny. Foucault se konkrétně zmiňuje o tzv. anatomo-politice lidského těla.
Druhá forma se pak začala objevovat o něco později, přibližně v polovině 18. století. Tělo bere jako systém biologických procesů (úmrtnost, plodnost). Tyto procesy pak mají vliv na fungování a produktivitu celé společnosti. Jedince se snaží zavést do jednotlivých vztahů – sociálních, politických a ekonomických. Nástroj pomocí kterého toho bylo dosaženo je regulace – regulativní kontrola a série intervencí. Foucalt tuto formu nazývá jako bio-politika populace.
Tyto formy pak zajišťují rozvinutí moci nad životem. Moderní společnost je pak Foucaultem vnímána jako společnost normalizace. Je v ní vše protokolováno a nad vším je neustálý dohled.

## Taktizování
Každý den lidé používají v běžných situacích různé mocenské taktiky, aby přiměli či přesvědčili ostatní, aby udělali (nebo nedělali) určitou věc. Takové taktiky pak mohou mít psychickou i fyzickou podobu. Mezi nejznámější a nejčastější příklady patří šikana, stížnost, spolupráce, kritika, manipulace, vyjednávání, socializování nebo požadování. Tyto mocenské taktiky mohou být rozděleny do několika rozdílných skupin:

### Soft a hard
Soft power je koncept vytvořený Josephem Nye z Harvardovy univerzity a popisuje schopnost zaujmout a spolupracovat. Využívá vztahu mezi manipulátorem a ovládanou osobou. Tato taktika není přímá a spoléhá se spíše na psychické a interpersonální vlivy, jako socializace apod.
Naopak hard power je mnohem přímější. Využívá například podplácení, násilí, či vyhrožování jako formu přesvědčování. Cílem takové taktiky pak bývá jeden konkrétní výsledek. Paradoxně je však účinnější soft power. V mnoha případech bývá silnějším motivátorem strach ze sociálního vyloučení (co si ostatní pomyslí, když mu nepomohu), či ztráta vztahu s kamarádem (manipulátorem), než obavy z nějaké formy fyzického ublížení.

### Racionální a iracionální
Racionální taktiky vlivu využívají přesvědčování, logiky a zdravého úsudku, zatím co iracionální taktiky se zakládají na emocionálním ovlivňování a dezinformaci.

### Unilaterální a bilaterální
Bilaterální taktiky neboli kolaborace a vyslýchání zapojuje vzájemně jak osobu ovlivňující, tak i osobu ovlivňovanou. Unilaterální taktiky jsou na rozdíl od bilaterálních prosazovány bez jakéhokoliv zapojení ze strany ovlivňované osoby.
Lidé se liší ve využívání taktik. Rozdílné typy lidí využívají rozdílných typů taktik. Například interpersonálně orientovaní lidé mají sklony využívat více soft a racionální taktiky.